# العلاقات بين هونغ كونغ والولايات المتحدة
العلاقات بين هونغ كونغ والولايات المتحدة هي العلاقات الثنائية التي تجمع بين هونغ كونغ والولايات المتحدة الأمريكية.

## التاريخ
السياسة الخارجية للولايات المتحدة الأمريكية تجاه هونغ كونغ، القائمة على التصميم على تعزيز ازدهار هونغ كونغ واستقلالها وأسلوب حياتها، منصوص عليها في قانون سياسة الولايات المتحدة وهونغ كونغ لعام 1992. تنص السياسة على استمرار الولايات المتحدة الأمريكية في معاملة هونغ كونغ بصرف النظر عن جمهورية الصين الشعبية، حتى بعد نقل السيادة في عام 1997، والتي أعلنت نهاية الحكم البريطاني. تحتفظ الولايات المتحدة بمصالح اقتصادية وسياسية كبيرة في هونغ كونغ. تدعم الولايات المتحدة الحكم الذاتي لهونغ كونغ عبر إبرام وتنفيذ اتفاقيات ثنائية وتشجيع التجارة والاستثمار وترتيب زيارات رفيعة المستوى وتوسيع التعاون في مجال إنفاذ القانون وتعزيز الروابط التربوية والأكاديمية والثقافية ودعم المجتمع الكبير من مواطني الولايات المتحدة والزوار منها.
على الصعيد العالمي، هونغ كونغ عضو نشط في التحالف العالمي ضد الإرهاب، انضمت إلى مبادرة أمن الحاويات وما زالت شريكًا مهمًا فيما يتعلق بإلغاء تمويل الشبكات الإرهابية ومكافحة غسل الأموال. أقرت هونغ كونغ تشريعات تهدف إلى جعلها متوافقة مع قرارات الأمم المتحدة السارية لمكافحة الإرهاب وتوصيات فريق العمل المالي.
وفقًا لتقرير القيادة العالمية للولايات المتحدة لعام 2012 ، فإن 44% من سكان هونغ كونغ يوافقون على القيادة الأمريكية، و38% معارضون لها و 18% غير متأكدين. اعتبارًا من عام 2020، أظهر تقرير غالوب زيادة في معدل الرفض إلى 60%، وكان معدل الموافقة 31% وغير المتأكدين 9%.
اعتبارًا من 14 يوليو من عام 2020، لم تعد الولايات المتحدة تعترف بالمعاملة الخاصة لهونغ كونغ بموجب قانون الحكم الذاتي لهونغ كونغ والأمر التنفيذي بشأن تطبيع هونغ كونغ للرئيس دونالد جيه ترامب.

### إدوارد سنودن
كانت حادثة إدوارد سنودن في عام 2013 بمثابة أزمة دبلوماسية بين هونغ كونغ والولايات المتحدة الأمريكية. في 20 مايو 2013، وصل إدوارد سنودن، الموظف السابق في وكالة المخابرات المركزية (سي آي إيه)، إلى هونغ كونغ. سرب سنودن معلومات سرية من وكالة الأمن القومي (إن إس إيه) في هونغ كونغ في أوائل يونيو. كشف سنودن أن «حكومة الولايات المتحدة ارتكبت عددًا هائلًا من الجرائم ضد هونغ كونغ. تستمر جمهورية الصين الشعبية أيضًا في «تحديد عناوين بروتوكول الإنترنت الصيني التي رصدتها وكالة الأمن القومي وتفيد بأن وكالة الأمن القومي الأمريكية جمعت بيانات الرسائل النصية لسكان هونغ كونغ. في 22 يونيو، سحب المسؤولون الأمريكيون جواز سفره. في 23 يونيو، سافر سنودن ضمن رحلة تجارية إلى موسكو.
ثبت أن الحادثة كانت نزاعًا دبلوماسيًا نادرًا بين هونغ كونغ والولايات المتحدة. لدى الولايات المتحدة معاهدات تسليم للمجرمين مع أكثر من 100 دولة، باستثناء جمهورية الصين الشعبية وجمهورية الصين (تايوان)، ولكنها تتضمن هونغ كونغ، بسبب استقلال هونغ كونغ في تطوير العلاقات مع الدول الأجنبية في مجموعة واسعة من المجالات. رغم ذلك، لم يُحتجَز سنودن من قبل هونغ كونغ بناءً على طلب الولايات المتحدة. قالت سلطات هونغ كونغ إن السبب في ذلك أن طلب تسليم الولايات المتحدة لم يمتثل بالكامل لقانون هونغ كونغ، ولا يوجد أساس قانوني يمنع سنودن من المغادرة. في 24 يونيو، قال المتحدث باسم وزارة الخارجية الأمريكية باتريك فينتريل «نحن لا نثق بأن هذا كان قرارًا تقنيًا من قبل مسؤول الهجرة في هونغ كونغ. كان هذا اختيارًا متعمدًا من قبل الحكومة للإفراج عن أحد الهاربين على الرغم من وجود مذكرة اعتقال سارية المفعول. رغم أن قانون الخصوصية يمنعني من الحديث عن جواز سفر السيد سنودن على وجه التحديد، بإمكاني القول إن سلطات هونغ كونغ كانت على دراية تامة باهتمامنا بالسيد سنودن وكان لديها متسع من الوقت لمنعه من السفر».